# Australopithecus africanus
Australopithecus africanus este o specie extinctă de australopitecine care a trăit în urmă cu 3,67-2 milioane de ani în urmă, din Pliocenul mijlociu până în Pleistocenul timpuriu în Africa de Sud. Specia a fost recuperată de la Taung și Leagănul Omenirii la Sterkfontein, Makapansgat și Gladysvale. Primul specimen, copilul Taung, a fost descris de anatomistul Raymond Dart în 1924 și a fost primul hominin timpuriu descoperit.
Relațiile sale mai strânse cu oamenii decât cu alte maimuțe n-au fost acceptate pe scară largă până la mijlocul secolului XX, deoarece majoritatea credea că oamenii au evoluat în afara Africii, în principal datorită fosilelor de tranziție ale Omului de Piltdown descoperit în Marea Britanie. Nu este clar cum se înrudește A. africanus de alți hominini, fiind plasat în mod diferit: ca ancestral pentru Homo și Paranthropus, doar pentru Paranthropus, sau doar pentru P. robustus. Specimenul „Little Foot” este cel mai complet conservat hominin timpuriu, fiind 90% intact și cel mai vechi australopitec sud-african. 
Volumul creierului lui A. africanus a fost de aproximativ 420-510 cm3. La fel ca alți hominini timpurii, dinții erau mari și cu smalțul gros. Craniile masculine ar fi putut fi mai robuste decât craniile feminine. Masculii ar fi putut avea în medie 140 cm înălțime și 40 kg în greutate, iar femelele 125 cm și 30 kg. A. africanus avea poziția bipedă, deși era mai puțin eficient la mers decât oamenii. Are mai multe puncte comune în partea superioară a corpului cu maimuțele ne-umane care trăiau în arbori, ceea ce este interpretat ca dovadă a unui stil de viață cel puțin parțial arboricol sau trăsături nefuncționale moștenite de la strămoși mai asemănători cu maimuțele. Corpul superior al A. africanus este mai asemănător cu cel al A. afarensis din Africa de Est.